# Квирин Нойский
Квирин Нойский (Квирин Римский; нем. Quirinus von Rom, I век, Рим — 30 марта 116, Рим) — римский трибун, почитается как мученик в Католической и Православной церквях. Память совершается 30 апреля.

## Жизнеописание
Согласно житию, Квирин возглавлял римскую стражу, приставленную к христианам, осуждённым на казнь. Однажды он стал свидетелем того, как приговорённый к смерти папа римский Александр, во время молитвы будучи закованным в цепи, чудесным образом оказался в камере своего друга Гермеса и ободрял того перед казнью.
После этого случая Квирин привёл к Александру свою дочь Бальбину и попросил исцелить её от базедовой болезни. Папа Александр выполнил эту просьбу после того, как Бальбина поцеловала вериги святого апостола Петра.
Квирин уверовал, крестился сам и крестил всю свою семью. Об этом донесли императору Траяну и Квирин был казнён как мученик за веру Христову.

## История мощей
Мощи Квирина, от которых, по утверждениям христиан, стали исходить многочисленные чудеса и исцеления, было погребены в римских катакомбах на Аппиевой дороге. После окончания гонения на христиан почитание святого Квирина распространилось по всей Европе.
В первой половине XI века при папе Льве IX, по просьбе аббатисы Гепы, возглавлявшей в Нойсе женский монастырь бенедиктинского ордена, мощи были торжественно перенесены в Нойс (в настоящее время это промышленный город рядом с Дюссельдорфом) и специально для них построен Мюнстер-Дом. В Средние века Нойс пользовался такой же паломнической славой, как немецкие города Кёльн и Ахен.
В 1900 году для мощей святого Квирина был изготовлен новый саркофаг, в котором они находятся в настоящее время.

## Церковное почитание
Существует предание, что святой Квирин является не только покровителем города Нойс, но также лошадей и крупного рогатого скота. В Средние века ему приписывалось покровительство над рыцарями.
Как святой-мученик он пользуется славой исцеления от самых различных болезней: подагры, гнойных язв, чумы, сыпи, параличей, ушных болезней и болезней ног, зоба, кариеса, оспы.